# ECall

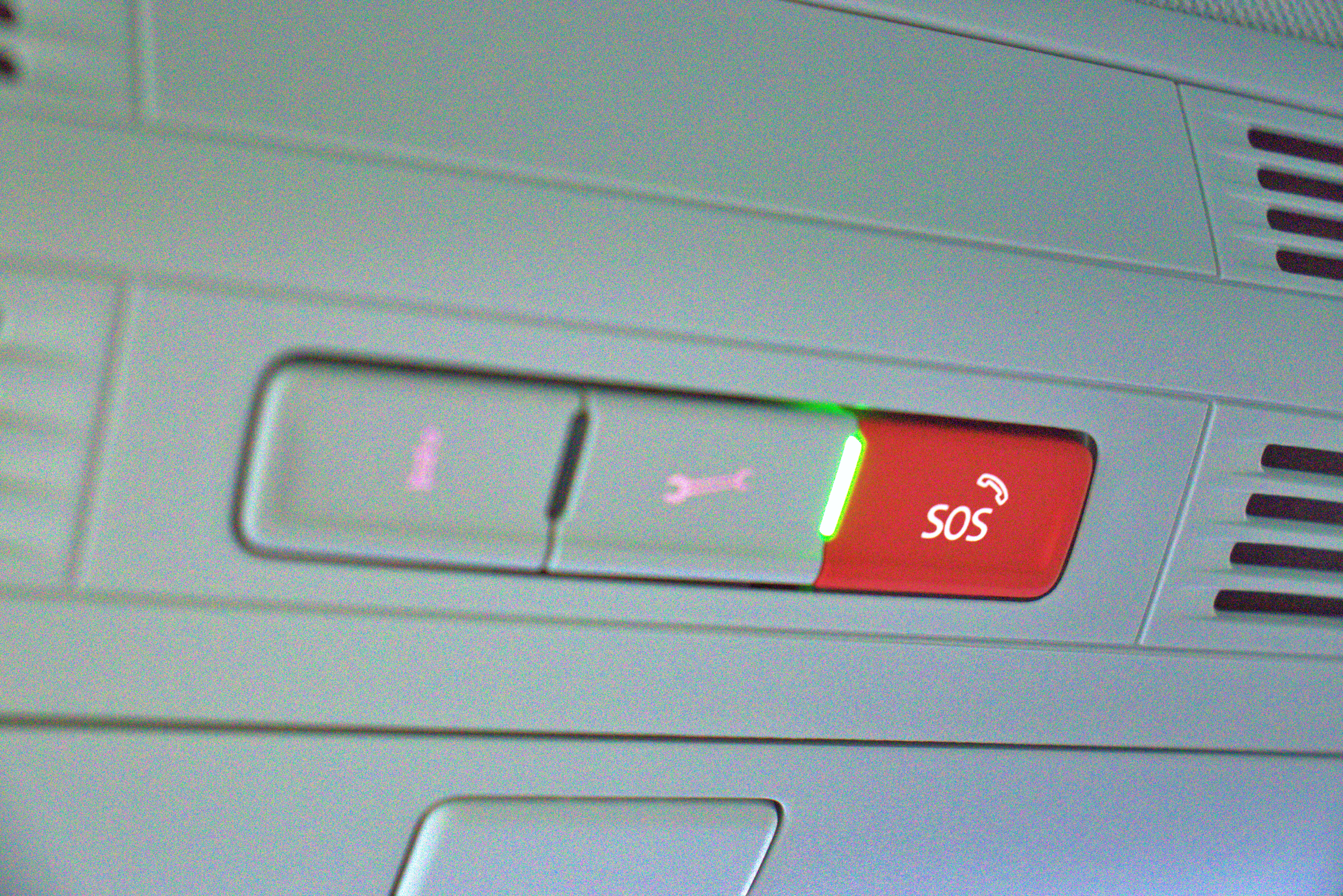
Esempio del sistema eCall su una Volkswagen Golf VII del 2018.

L'eCall è un’iniziativa europea che ha come scopo quello di fornire assistenza rapida agli automobilisti coinvolti in incidenti stradali, ovunque si trovino all'interno dell'Unione europea. Il dispositivo è obbligatorio in ogni nuova automobile venduta all'interno dell'UE a partire dall'aprile del 2018.

## Storia
Nel 1999 è stato ideato per la prima volta il concetto di chiamata automatica di emergenza da Luc Tytgat, membro del personale della Commissione europea, al lancio del progetto Galileo, l'alternativa sviluppata dalla Commissione europea al Global Positioning System (NAVSTAR GPS), controllato dal Dipartimento della Difesa degli Stati Uniti d'America. L'anno precedente, 170 esperti si erano incontrati a Bruxelles, invitati dalla Commissione, per analizzare quanto l’Europa facesse affidamento sul sistema GPS statunitense.
Nel 2001 per la prima volta  è stato presentato un progetto simile al concetto di eCall, nato come un sistema di chiamata europeo, in occasione della competizione scientifica giovanile tedesca Jugend Forscht.
Nel 2002 l'iniziativa eSafety è stata lanciata in accordo fra Unione europea, industrie e altre parti interessate, con l'obiettivo di accelerare lo sviluppo, la distribuzione e l'uso di sistemi di sicurezza intelligente integrata (Intelligent Integrated Safety Systems) che, raccogliendo informazioni e sfruttando tecnologie dell'informazione e della comunicazione, possano migliorare la sicurezza sulle strade e ridurre il numero di incidenti sulle strade europee.
Nel 2005 nel contesto dell'iniziativa "i2010: European Information Society 2010 for growth and employment", mirata ad incoraggiare conoscenze e innovazioni per sostenere la crescita, si inizia a parlare di eCall, un sistema in grado di contattare i servizi di emergenza in caso di grave sinistro stradale, allegando alla chiamata dati come le coordinate GPS del luogo dell'incidente. Gli Stati membri avrebbero dovuto aggiornare le loro infrastrutture per essere in grado di abilitare ricezione ed elaborazione dei dati inviati dal sistema. Il sistema era stato inizialmente pensato per il rilascio nel 2009.
Nel 2009, visti gli scarsi risultati ottenuti, la Commissione dà un ultimatum con l'intento di riuscire ad accelerare l'implementazione del sistema a bordo delle nuove vetture, ma ancora con scarsi risultati, portando a un temporaneo abbandono del progetto.
Nel 2013 il progetto viene nuovamente preso in carico dalla Commissione. Nel 2014 il Parlamento europeo e il Consiglio dell'Unione europea concorda le regolamentazioni per l'attuazione del progetto.
Nel 2015 Il Parlamento europeo vota a favore della regolamentazione che sancisce l'installazione obbligatoria della tecnologia eCall su tutte le nuove auto a partire dall'aprile del 2018.

## L'idea
L'iniziativa eCall ha lo scopo di utilizzare un apparecchio installato a bordo di tutti i veicoli che, nel momento in cui rileva il forte impatto di un incidente, genera automaticamente una chiamata al numero unico di emergenza 112 che oltre a stabilire una connessione vocale tra il veicolo ed il centro di soccorso più vicino, invia in allegato l'esatta localizzazione dell'incidente e altri dati rilevanti il sinistro. La chiamata può essere attivata anche in modo manuale tramite un apposito pulsante, funzionalità utile nel caso si sia invece testimoni di un incidente. Uno studio ha stimato che eCall potrebbe ridurre il tempo di risposta alle emergenze del 50% salvando la vita di 2 500 persone l'anno.
Molte compagnie sono coinvolte nello sviluppo di tecnologie telematiche da utilizzare per diversi aspetti dell'eCall, inclusi i sistemi di bordo dei veicoli, la trasmissione wireless dei dati e i sistemi di comunicazione per la pubblica sicurezza. La standardizzazione dei protocolli di comunicazione e le problematiche del linguaggio umano sono alcuni degli ostacoli fronteggiati ancora oggi. Nel frattempo esistono già soluzioni che fanno affidamento su SMS e chiamate rapide messe a punto da case automobilistiche quali BMW, Peugeot, Ford e diverse altre, come mostrato nel programma European New Car Assessment Programme (Euro NCAP) (in italiano, Programma europeo di valutazione dei nuovi modelli di automobili) che svolge un ruolo importante nella gestione della sicurezza di eCall.
Il progetto è supportato anche dall'Associazione dei costruttori europei di automobili (ACEA), che rappresenta gli standard dei principali produttori di auto, furgoni, camion e autobus in Europa.
L'Italia è stata una delle prime in Unione europea a dare il via alla sperimentazione su strada del progetto, il 18 maggio 2017, coinvolgendo i principali fornitori di servizi telematici italiani, diventando così apripista dell'iniziativa.

## Privacy
Un fattore delicato è quello che riguarda la privacy. Il problema che si pone è quello che un dispositivo automatizzato che è in grado di inviare chiamate e pacchetti di dati (come la posizione) in maniera autonoma, senza l'intervento dell'uomo, possa essere utilizzato per l'intercettazione e la raccolta dati da parte di terzi. La Commissione europea ha elaborato un documento, intitolato "Working document on data protection and privacy implications in eCall initiative", in cui afferma che il servizio offerto da eCall non permetterà l'estrapolazione di dati dal sistema da parte di terzi, questo perché il dispositivo non sarà sempre connesso in maniera permanente alle reti di comunicazione (e quindi ai fornitori di servizi di rete cellulare), ma avvierà questa connessione solo ed esclusivamente quando si è effettivamente coinvolti in un incidente stradale o quando viene avviata la comunicazione manualmente tramite l'apposito pulsante.

## Progetti simili
In Russia esiste un modello simile all'eCall di nome ERA-GLONASS, chiamato così perché basato sul sistema GLONASS (GLObal NAvigation Satellite System), un sistema satellitare globale di navigazione russo, controparte del Global Positioning System (GPS) degli Stati Uniti e del sistema di posizionamento Galileo, sviluppato in Europa.